# Cum să scapi nepedepsit
Cum să scapi nepedepsit (în engleză How to Get Away with Murder) este un serial de televiziune american ce este inclus în categoria thriller, care a avut premiera la ABC pe 25 septembrie 2014 și a fost încheiat pe 14 mai 2020. Seria a fost creată de Peter Nowalk și produsă de Shonda Rhimes și ABC Studios. Seria a fost difuzată pe ABC ca parte a unei nopți de programare, toate sub compania de producție Shondaland din Rhimes.
Serialul este cunoscut pentru morțile șocante, nu numai a personajelor puțin importante, dar și a celor principale.
Serialul are ca personaj principal pe Annalise Keating(Viola Davis), avocat al apărării și profesor de drept la o universitate de prestigiu din Philadelphia și alături de 5 studenți ai săi, devine implicată într-o intrigă complexă ce conține o crimă.
Serialul este format din șase sezoane:
- Sezonul 1 conține 15 episoade și a fost lansat pe 25 sept 2014;[4]
- Sezonul 2 conține 15 episoade și a fost lansat pe 24 sept 2015;[5]
- Sezonul 3 conține 15 episoade și a fost lansat pe 22 sept 2016;[6]
- Sezonul 4 conține 15 episoade și a fost lansat pe 28 sept 2017;[7]
- Sezonul 5 conține 15 episoade și a fost lansat pe 27 sept 2018;[8]
- Sezonul 6 conține 15 episoade și a fost lansat pe 26 sept 2019.[9]